# ゲリラズ・オブ・デスティニー
ゲリラズ・オブ・デスティニー（Guerrillas of Destiny）は、新日本プロレスで活動していたユニット。

## 来歴

### サンズ・オブ・トンガ時代
2008年11月8日、サザン・チャンピオンシップ・レスリング・フロリダ（Southern Championship Wrestling Florida、略称 : SCWフロリダ）が主催する興行で、アリペイトがカヴァ（Kava）、テヴィタがヌク（Nuku）とリングネームを変更し、サンズ・オブ・トンガ（Sons Of Tonga）を結成。アジアン・スーパースター・オーガニゼイション（ジェーソン・ヘックス&ライズ）を相手にタッグデビュー戦を行い、敗戦した。以降、アファ・アノアイが主宰するアメリカのプロレス団体、ワールド・エクストリーム・レスリング（World Xtreme Wrestling、略称 : WXW）やカルロス・コロンが主宰するプエルトリコのプロレス団体、ワールド・レスリング・カウンシル・ユーフォリア（World Wrestling Council Euphoria、略称 : WWCユーフォリア）などを転戦していたが、2009年2月にヌクがWWEとディベロップメント契約を交わしたことから、短期間でタッグ解散となった。
その後、アリペイトは新日本プロレスに参戦しかつて父親のキング・ハクが使用していたリングネームに肖り、タマ・トンガとして活動。テヴィタはWWEでの活動を経て、2015年2月からはTNAに参戦している。

### ゲリラズ・オブ・デスティニー時代
2016年3月12日、新日本プロレスのヒール・ユニット、BULLET CLUBの一員として活動するタマ・トンガがG・B・H（真壁刀義&本間朋晃）の保持するIWGPタッグ王座に挑戦をアピールし、共に挑戦するパートナーの正体が「マイ・ブラザー」だと明言した。後日、タマ・トンガはタンガ・ロアと改名した弟テヴィタと共にIWGPタッグ王座に挑戦することが決定となり、タッグチーム名をゲリラズ・オブ・デスティニーと改めて、タッグとしての活動を再開した。
4月10日、新日本のPPV、INVASION ATTACK 2016のセミファイナルに登場し、IWGPタッグ王座に挑戦。本間にゲリラ・ウォーフェアを見舞いトンガがピンフォール勝ちを収め、第70代王者組に戴冠した。
2018年10月8日、邪道がCHAOSを裏切りBULLET CLUBに加入。以後、2人のセコンドとして帯同し、竹刀による介入などのサポートを行うようになる。

#### BULLET CLUB追放～本隊加入
2022年2月19日（アメリカ時間）、IMPACT WRESTLINGにてカール・アンダーソン＆ドク・ギャローズの保持するインパクト世界タッグ王座に挑戦。しかし試合中に突如現れたジェイ・ホワイトの裏切りに遭い、敗北を喫する。試合後にはジェイ、アンダーソン、ギャローズ、クリス・ベイの4人が結託をアピールし、内部分裂が決定的となった。
3月13日、「NEW JAPAN CUP 2022」2回戦（ベイコム総合体育館）でタマとEVILによる同門対決が実現するも、HOUSE OF TORTURE、石森太二、エル・ファンタズモの介入もあり敗北を喫する。試合後には外道が邪道にメリケンサック攻撃を見舞い決別。更にバッドラック・ファレ、チェーズ・オーエンズも加わり、GoDと邪道をBCから追放した。
3月18日、後楽園ホール大会においてファレ&石森&ファンタズモ組と対戦し敗北。試合後に尚も攻撃を加えられていたが、田口隆祐&マスター・ワト組が救出に入り結託した。
3月22日、田口&ワトを加えた5人でファレ＆オーエンズ＆外道＆石森＆ファンタズモ組と対戦。田口が敗北を喫し、尚も蹂躙されていた所を棚橋弘至が救出に入り、3人と固い握手を交わす。その後のシリーズも棚橋、田口、ワトと行動を共にし、4月9日の両国国技館大会においてファレ&オーエンズ&高橋裕二郎&外道組と対戦、このシリーズでBC組から蹂躙され続けていた邪道が外道からクロスフェイス・オブ・JADOでギブアップを奪い勝利。試合後には本隊Tシャツに3人とも袖を通し、G.o.Dの本隊加入が正式に決まった。
2023年8月13日、G1 CLIMAX最終戦の両国国技館大会にて、4月にBULLET CLUBを追放されていたファンタズモが加入した。
2024年1月4日、WRESTLE KINGDOM 18でタマが鷹木信悟に勝利し、前年10月に失っていたNEVER無差別級王座を奪回するも、「家族との時間を優先するため」に2010年から参戦した新日本を1月末で退団する意思を試合後に表明。その後、20日の愛知県体育館大会でEVILに敗れてNEVER無差別の防衛に失敗。
2月24日、この日の札幌大会を最後にタマが新日本離脱。
5月4日、この日フランス・リヨンで行われたWWE・バックラッシュフランスの試合にロアが乱入し、タマが所属するブラッドラインに加入（即ち新日本退団＆G.o.D脱退）。3月31日の浜松大会でのグレート-O-カーンとのKOPW争奪戦で行われた餃子早食い対決が新日本での最後の試合となった。
6月9日、この日行われた大阪城ホール大会・DOMINIONでのIWGPタッグ&STRONG無差別級タッグ選手権試合4WAYトルネードイリミネーションマッチでファンタズモのサドンデスがヒクレオに誤爆し敗北。その結果、自身らが保持していたSTRONG無差別級タッグ王座からも陥落。これ以降、ヒクレオの新日本参戦は途絶えている。
9月29日、神戸ワールド記念ホール大会で、ファンタズモと邪道が本格的に本隊に合流しユニットは解消。

## 合体技

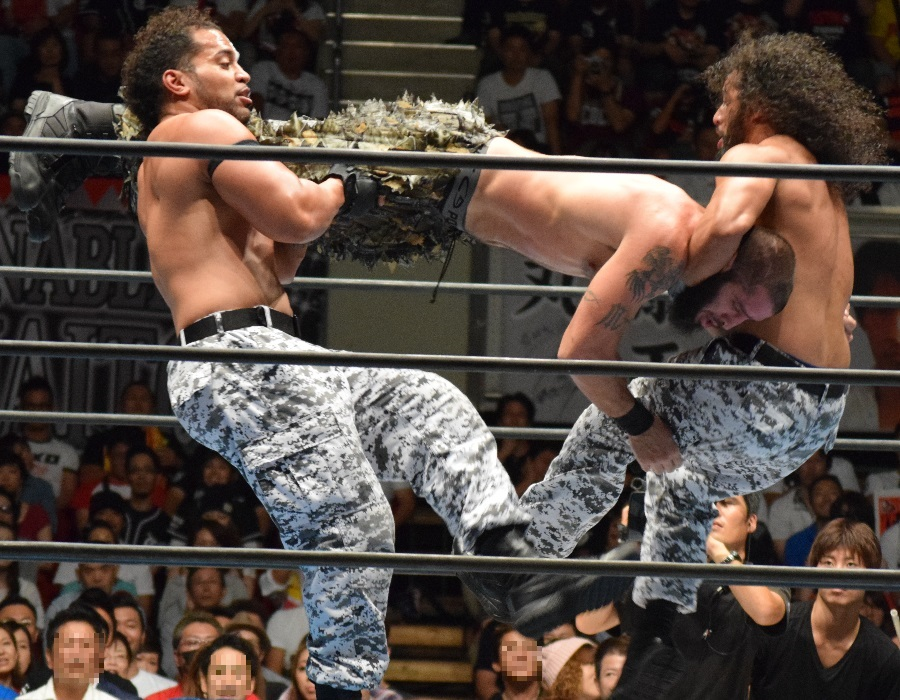
ゲリラ・ウォーフェア
合体式ダブルアームDDT。タマ・トンガがリバース・フルネルソンの体勢で組みついた相手を持ち上げ、タンガ・ロアが持ち上げられた相手の足を肩口に乗せ、息を合わせるように倒れ込みながら相手の頭をマットに叩きつける。
キルショット
ロープに振った相手をタンガ・ロアがフラップジャックの体勢で上空に放り上げて足を掴み、タマ・トンガが相手頭部を空中でキャッチしガンスタンの基本形に移行し、相手をマットに叩きつける。
ナイトフォール
タンガ・ロアがバックドロップで相手を抱えた後、タマ・トンガがネックブリーカーの基本形に移行し、相手をマットに叩きつける。
合体トンガンツイスト
トンガンツイストのツープラトン版。片方が首を持ち、片方が両足を持って同時に捻る。
スーパーパワーボム
タマ・トンガがブレーンバスターで持ち上げ、タンガ・ロアがコーナー最上段に座ってが相手選手を抱え上げて高角度パワーボムの体勢になるようアシストし、コーナーから飛び降りながらパワーボムを掛ける。コーナーからの落差と、落下速度の上昇により、大きなダメージを与える現在のフィニッシャー。この技でROH世界タッグ王座を奪取した。セコンドに付く邪道が外道とのタッグチーム時に使用していた邪道&外道の合体攻撃技。

## タイトル歴
タマ・トンガ
- NEVER無差別級王座（第36代、38代、40代、42代）

ヒクレオ
- STRONG無差別級王座（第4代）

タマ・トンガ&タンガ・ロア
- IWGPタッグ王座（第70代、72代、76代、81代、83代、85代、88代）
- NEVER無差別級6人タッグ王座（第14代、16代、18代）- パートナーはバッドラック・ファレ（第14代、16代）、石森太二（第18代）
- ROH世界タッグ王座（第54代）
- WCビッグ・トップ・タッグ王座
- WORLD TAG LEAGUE優勝（2020年）

ヒクレオ&エル・ファンタズモ
- IWGPタッグ王座（第100代）
- STRONG無差別級タッグ王座（第6代）

## 入場テーマ曲
G.O.D.（Firing Squad）feat. Kashis Keyz / No Name Tim
2019年1月 - 現在まで使用。
本隊加入後も継続で使用されている。
Guerrilla Tactics / [Q]BRICK
2016年4月 - 2019年1月まで使用。

## その他
- チーム名となっているゲリラズ・オブ・デスティニーの由来としてゲリラは「自由な闘い」という意があり、デスティニーは「（それぞれ）別々の道を歩んできたが、ここに来て同じ道を歩むことになった」ことからとっている。また、タマ・トンガは「闘いの神」、タンガ・ロアは「家族の神」という意味合いが込められており、それぞれ神を表していることからチーム名の頭文字もGOD（英語で「神」の意）となっている[11]。